# This Old Dog
This Old Dog é o terceiro álbum completo do cantor e compositor Mac DeMarco, lançado em 5 de maio de 2017 pela gravadora Captured Tracks. Após o lançamento de Another One, DeMarco mudou-se de sua casa isolada em Queens para uma casa em Los Angeles para criar o álbum. O álbum gerou dois singles em janeiro, "My Old Man" e "This Old Dog", que são as duas primeiras faixas do álbum. Os singles "On The Level" e "One More Love Song" foram lançados em abril de 2017. O álbum vazou em 13 de abril de 2017.

## Gravação
DeMarco gravou This Old Dog enquanto se mudava para Los Angeles. Ele descreve as experiências e o tempo que levou para desenvolver e fazer o álbum:
"Eu fiz um demo de um álbum completo, e enquanto estava me mudando para a Costa Oeste eu pensei em terminar rápido. Mas então eu percebi que mudar para uma nova cidade e começar uma nova vida leva tempo. E foi estranho, porque normalmente eu apenas escrevo, gravo e coloco para fora; não há problema. Mas desta vez, eu as escrevi e elas se encaixaram. Quando isso acontece, você realmente conhece as músicas. Foi uma vibe diferente."

## Recepção
This Old Dog conquistou o título de "Melhor Nova Faixa" da Pitchfork, com o escritor Marc Hogan chamando-a de "uma ode desgrenhada à constância romântica, aconteça o que acontecer".
Na sua crítica ao álbum, Mark Richardson da Pitchfork escreveu: "DeMarco parece relaxar e deixar tudo se encaixar naturalmente, mas sua música demonstra uma devoção incansável à arte, com todos os fundamentos intactos".

### Reconhecimentos
| Críticas profissionais | Críticas profissionais |
| Pontuações agregadas   | Pontuações agregadas   |
| Fonte                  | Avaliação              |
| ---------------------- | ---------------------- |
| AnyDecentMusic?        | 7.7/10                 |
| Metacritic             | 79/100                 |
| Avaliações da crítica  |                        |
| Fonte                  | Avaliação              |
| AllMusic               | [ 9 ]                  |
| The A.V. Club          | B−                     |
| The Guardian           | [ 11 ]                 |
| Mojo                   | [ 12 ]                 |
| NME                    | [ 13 ]                 |
| The Observer           | [ 14 ]                 |
| Pitchfork              | 7.9/10                 |
| Q                      | [ 15 ]                 |
| Rolling Stone          | [ 16 ]                 |
| Uncut                  | 8/10                   |

| Publicação         | Elogio                                   | Posição | Ref(s). |
| ------------------ | ---------------------------------------- | ------- | ------- |
| Exclaim!           | Melhores 20 Álbuns de Pop e Rock de 2017 | 12      | [ 18 ]  |
| Les Inrockuptibles | Melhores Álbuns de 2017                  | 7       | [ 19 ]  |
| Noisey             | 100 Melhores Álbuns de 2017              | 100     | [ 20 ]  |
| Rough Trade        | Álbum do Ano                             | 30      | [ 21 ]  |

## Faixas
Todas as músicas foram escritas por Mac DeMarco.
| N.º            | Título                            | Duração |  |
| 1.             | "My Old Man"                      | 3:41    |  |
| 2.             | "This Old Dog"                    | 2:30    |  |
| 3.             | "Baby You're Out"                 | 2:37    |  |
| 4.             | "For the First Time"              | 3:02    |  |
| 5.             | "One Another"                     | 2:46    |  |
| 6.             | "Still Beating"                   | 3:01    |  |
| 7.             | "Sister"                          | 1:18    |  |
| 8.             | "Dreams from Yesterday"           | 3:27    |  |
| 9.             | "A Wolf Who Wears Sheeps Clothes" | 2:49    |  |
| 10.            | "One More Love Song"              | 4:01    |  |
| 11.            | "On the Level"                    | 3:47    |  |
| 12.            | "Moonlight on the River"          | 7:02    |  |
| 13.            | "Watching Him Fade Away"          | 2:23    |  |
| Duração total: | Duração total:                    | 42:24   |  |

| This Old Dog – faixas bônus de pré-venda do iTunes Store |                                                  |         |  |
| N.º                                                      | Título                                           | Duração |  |
| 14.                                                      | "My Old Man" (Instrumental)                      | 3:40    |  |
| 15.                                                      | "This Old Dog" (Instrumental)                    | 2:30    |  |
| 16.                                                      | "Baby You're Out" (Instrumental)                 | 2:36    |  |
| 17.                                                      | "For the First Time" (Instrumental)              | 3:05    |  |
| 18.                                                      | "One Another" (Instrumental)                     | 2:46    |  |
| 19.                                                      | "Still Beating" (Instrumental)                   | 4:00    |  |
| 20.                                                      | "Dreams from Yesterday" (Instrumental)           | 3:27    |  |
| 21.                                                      | "A Wolf Who Wears Sheeps Clothes" (Instrumental) | 2:47    |  |
| 22.                                                      | "One More Love Song" (Instrumental)              | 4:01    |  |
| 23.                                                      | "On the Level" (Instrumental)                    | 3:45    |  |
| 24.                                                      | "Moonlight on the River" (Instrumental)          | 6:56    |  |
| Duração total:                                           | Duração total:                                   | 40:52   |  |

## Ficha técnica
Adaptado das notas do encarte do álbum.
- Mac DeMarco - todos os instrumentos e vocais, produção, mixagem e engenharia;
- David Ives - masterização;
- Shags Chamberlain - mixagem.

## Paradas musicais
| Tabela (2017)                                 | Posição de pico |
| --------------------------------------------- | --------------- |
| Austrália (ARIA)                              | 23              |
| Bélgica (Ultratop Flandres)                   | 72              |
| Bélgica (Ultratop Valônia)                    | 75              |
| Canadá (Billboard)                            | 27              |
| Países Baixos (Dutch Charts)                  | 48              |
| França (SNEP)                                 | 144             |
| Irlanda (IRMA)                                | 14              |
| Nova Zelândia (RMNZ)                          | 1               |
| Portugal (AFP)                                | 47              |
| Escócia (Official Scottish Albums)            | 19              |
| Reino Unido (Official Albums Chart)           | 21              |
| Reino Unido (UK Independent Albums Chart)     | 9               |
| Estados Unidos (Billboard 200)                | 29              |
| Estados Unidos (Billboard Independent Albums) | 1               |
| Estados Unidos (Top Alternative Albums)       | 2               |
| Estados Unidos (Top Rock Albums)              | 6               |

## Certificações
| Região | Certificação | Vendas  |
| --- | ------------ | ------- |
| Reino Unido (BPI) | Prata        | 60,000‡ |
| *números de vendas baseados somente na certificação ^distribuições baseadas apenas na certificação ‡vendas+valores de streaming baseados somente na certificação |              |         |